# Karol Grabowski (fotograf)
Karol Grabowski – polski fotograf. Pedagog fotografii artystycznej i mediów wizualnych. Twórca kilkudziesięciu wystaw autorskich i wielu zbiorowych.

## Życiorys
Debiutował artystycznie w Wytwórni Filmów Fabularnych w Łodzi jako fotosista w filmie Stanisława Różewicza Drzwi w murze (według scenariusza Tadeusza Różewicza). Był asystentem operatora Zbigniewa Hartwiga.
Absolwent Studium Reklamy i Marketingu w Warszawie i Studium Reklamy w Ciechanowie (1975 i 1977), Akademii Sztuk Scenicznych w Pradze, Wydziału Fotografii Artystycznej (1978-1982), na której uzyskał dyplom i Podyplomowych Artystycznych Studiów Doktoranckich w zakresie fotografii artystycznej. W latach 1982–1986 był asystentem na Wydziale Fotografii Artystycznej FAMU. Na uczelni tej w latach 1983-1986 odbył studia doktoranckie. 
Członek Czeskiego Związku Artystów od 1983 i Związku Polskich Artystów Fotografików od 1985 r.
Prace Karola Grabowskiego znajdują się w zbiorach Muzeum Sztuki w Łodzi, Muzeum Sztuki Współczesnej w Pradze, Muzeum Mazowsza Zachodniego w Żyrardowie, BWA Skierniewice, ZPAF Warszawa, Muzeum Rudolstadt, Muzeum Jeny, Muzeum Gery (Niemcy), Muzeum Sztuki Współczesnej w Nowym Yorku oraz wielu galeriach sztuki i zbiorach prywatnych (Belgia, Francja. Holandia, Niemcy, Austria, USA, Czechy, Polska). 
Jest twórcą fotografii artystycznych, reklamowych i dokumentalnych oraz autorem wielu działań para-teatralnych, intermedialnych i widowiskowych dla potrzeb telewizji. Współpracuje z wydawnictwami, agencjami reklamowymi, galeriami sztuki i prasą. W ostatnich latach zajmuje się również pracą dziennikarską.

## Wystawy autorskie
- 1975 Żyrardów
- 1976 Skierniewice
- 1977 Fürstenwalde/Spree
- 1978 Praga
- 1979 Týnec nad Labem
- 1980 Ołomuniec
- 1981 Warszawa
- 1982 Praga
- 1983 Nowy Sad
- Most
- 1984 Warszawa
- 1985 Praga
- 1985 Skierniewice
- 1986 Warszawa
- 1986 Amsterdam
- 1987 Jena
- 1988 Kursk
- Łomża
- 1986 Amsterdam
- 1987 Jena
- Warszawa
- 1988 Kursk

- 1989 Łomża
- 1990 Mont Saint Aubert - Tournai
- 1989 Ath
- 1990 Mont Saint Aubert - Tournai
- 1991 Ath
- 1992 Twello
- 1994 Hautvillers
- 1995 Épernay
- 1996 Warszawa
- 1996 Jena
- 1997 Warszawa
- 1998 Skierniewice
- 1999 Żyrardów
- 2000 Cheb
- 2001 Warszawa
- 2002 Gdańsk
- 2003 Kraków
- 2004 Łódź
- 2005 Praga
- 2006 Żyrardów
- 2007 Skierniewice
- 2008 Piotrków Trybunalski

## Publikacje
Publikacje na jego temat i portfolia autorskie prezentowane są m.in.: 
- w Revue Fotografie 81/4, 85/1,
- Fotografia 84/4,
- Sztuka 85/6,
- Siódma Prowincja 95/2,
- Walka Młodych 1722/85,
- Wprost 96/13 i wielu tygodnikach i dziennikach.

Jego biografia artystyczna zamieszczona jest w Photographers Encyclopedia International (Edition Camera Obscura – Szwajcaria).